# Mentawa
Der Mentawa ist ein Säbel aus Java.

## Beschreibung
Der Mentawa hat eine gebogene, schwere, einschneidige und bauchige Klinge. Die Klinge wird vom Heft zum Ort breiter und ist s-förmig gebogen. Der Klingenrücken ist nach dem Heft leicht konvex gebogen und hat nach etwa zwei Dritteln der Klinge eine Stufe. Danach läuft der Rücken zum Ort leicht konkav weiter. Die Schneide verläuft stark s-förmig. Der Ort ist spitz. Die Klingen werden in der Regel aus Pamor-Stahl (eine Art Damaszenerstahl) hergestellt. Das Heft hat ein aus der Klinge ausgeschmiedetes Parier und besteht aus Holz oder Horn. Der Knauf und das restliche Heft sind in der Form eines Kopfes von einem Fabelwesen oder der indonesischen Naga geschnitzt. Das Mentawa wird von Ethnien aus Java benutzt.